# هشت‌پای گوش‌دراز

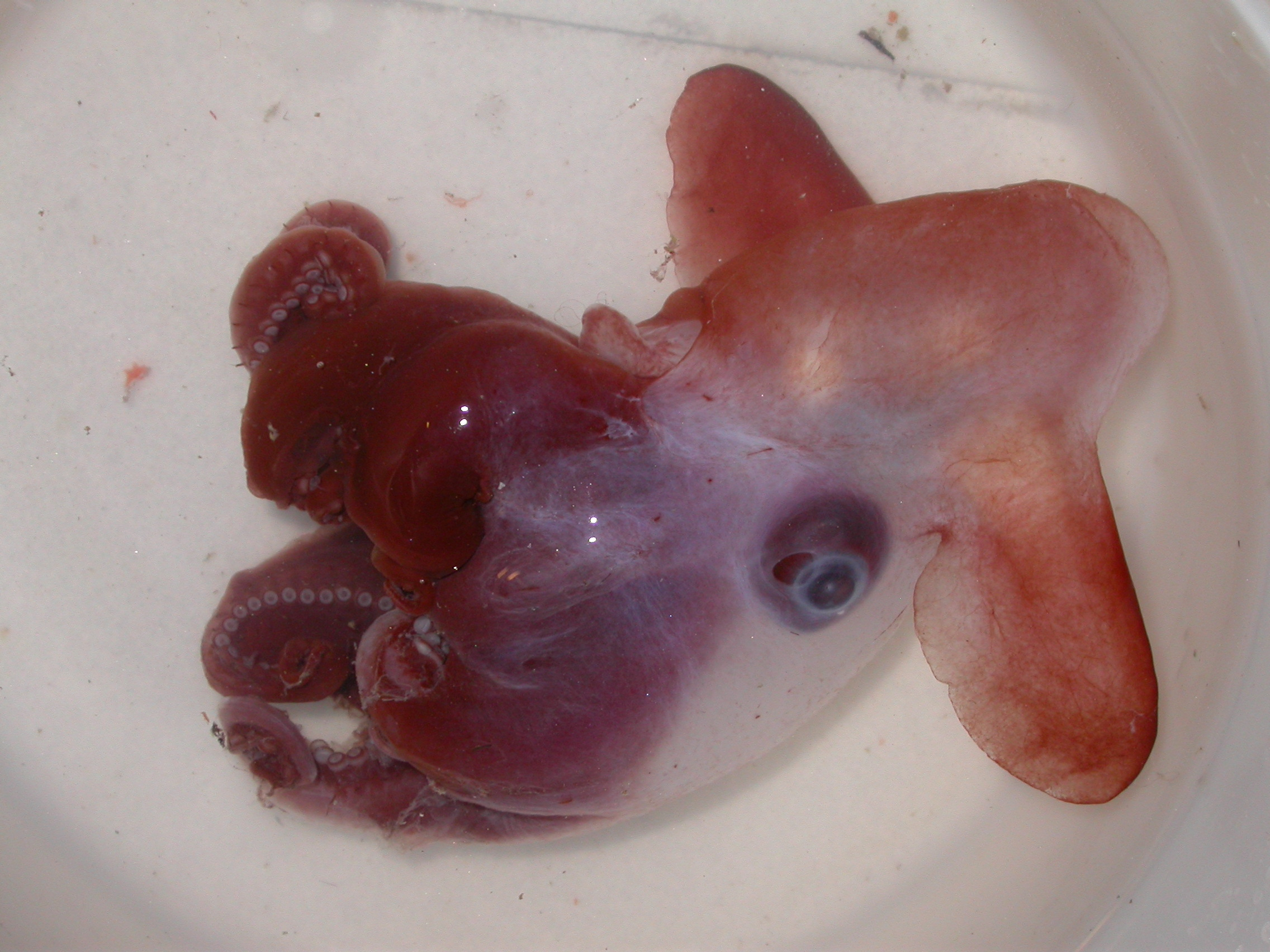

اختاپوس گوش‌دراز یا اختاپوس دامبو (dumbo octopus) یک سرده از اختاپوس چتری است. نام دامبو از شباهت آن‌ها به شخصیت پویانمایی دامبو از شرکت دیزنی ساخته شده در سال ۱۹۴۱ سرچشمه می‌گیرد، زیرا دو باله برجسته گوش‌مانند بالای چشمهایش دارد. ۱۳ گونه در این سرده شناخته شده‌است.  